# Carlisle (Iowa)
Carlisle és una població dels Estats Units a l'estat d'Iowa. Segons el cens del 2000 tenia 3.497 habitants.

## Demografia
Segons el cens del 2000, Carlisle tenia 3.497 habitants, 1.338 habitatges, i 974 famílies. La densitat de població era de 311,8 habitants per km².
Dels 1.338 habitatges en un 38% hi vivien nens de menys de 18 anys, en un 59% hi vivien parelles casades, en un 11,1% dones solteres, i en un 27,2% no eren unitats familiars. En el 23,1% dels habitatges hi vivien persones soles el 9,7% de les quals corresponia a persones de 65 anys o més que vivien soles. El nombre mitjà de persones vivint en cada habitatge era de 2,54 i el nombre mitjà de persones que vivien en cada família era de 3,01.
Per edats la població es repartia de la següent manera: un 27,6% tenia menys de 18 anys, un 8% entre 18 i 24, un 28,3% entre 25 i 44, un 22,5% de 45 a 60 i un 13,6% 65 anys o més.
L'edat mediana era de 35 anys. Per cada 100 dones de 18 o més anys hi havia 84,5 homes.
La renda mediana per habitatge era de 47.528 $ i la renda mediana per família de 53.924 $. Els homes tenien una renda mediana de 39.286 $ mentre que les dones 26.162 $. La renda per capita de la població era de 19.467 $. Entorn del 2,8% de les famílies i el 3,3% de la població estaven per davall del llindar de pobresa.

## Poblacions més properes
El següent diagrama mostra les poblacions més properes.